# Cirsium odontolepis
Cirsium odontolepis là một loài thực vật có hoa trong họ Cúc. Loài này được Boiss. ex DC. mô tả khoa học đầu tiên năm 1838.